# William F. Hamilton
William Ferguson Hamilton (* 8. März 1893 in Tombstone, Arizona; † 18. Dezember 1964 in Augusta, Georgia) war ein US-amerikanischer Biologe und Physiologe, der wichtige Beiträge zur Kardiologie lieferte.

## Leben
Hamilton war der Sohn eines auf Farmen und zu Bergwerksgesellschaften umherziehenden Arztes. Er ging in Tucson auf die High School und studierte am Pomona College in Claremont (Kalifornien) mit dem Bachelorabschluss 1917, war dort 1914 bis 1917 Assistent für Biologie, 1917 bis 1919 beim Army Medical Corps und ab 1917 Laborassistent an der University of California, Berkeley, an der er 1921 in Zoologie promoviert wurde. Er war 1920/21 Instructor in Biologie an der University of Texas und 1921 bis 1923 an der Yale University. Danach war er an der University of Louisville, ab 1930 als Professor, und 1932 bis 1934 Professor an der George Washington University, bevor er 1934 Professor für Physiologie und Pharmakologie an der University of Georgia wurde. Ab 1942 war er nur noch Professor für Physiologie. Als das Medical College der University of Georgia 1950 entstand, war er dort Professor für Physiologie. 1960 wurde er emeritiert.
Er befasste sich anfangs mit Verhaltensforschung bei Tieren und Meeresbiologie, dann mit der Physiologie von Sinnesorganen (Farbsehen) und schließlich ab etwa 1929 mit dem Blutkreislauf. Hier entwickelte er genauere Messmethoden für Blutfluss, Blutdruck und -volumen und befasste sich damit auch theoretisch. Zum Beispiel interessierten ihn die Pulsgeschwindigkeit und die Effekte stehender und reflektierte Pulswellen und Verhältnisse des Blutdrucks in verschiedenen Körperorganen und Änderungen des Blutdrucks bei Arbeit, unter Drogen, im Schockzustand u. a. Mit J. W. Kinsman und J. W. Moore entwickelte er 1932 in Louisville eine Methode das Volumen des Blutflusses (Cardiac Output) über darin gelöste Farbstoffe zu bestimmen (Stewart-Hamilton-Gleichung).
Er trug auch zum Verständnis von Elektrokardiogrammen bei und entwickelte die falling drop-Methode zur Bestimmung des spezifischen Gewichts von Blut.
1960 erhielt er den Gairdner Foundation International Award. 1955/56 war er Präsident der American Physiological Society (APS).

## Schriften
- Textbook of human physiology, Philadelphia: F. A. Davis, 2. Auflage 1949
- The physiology of cardiac output, Circulation, 8, 1953, 527–543
- mit D. W. Richards: The output of the heart, in A. P. Fishman, D. W. Richards (Hrsg.) The circulation of blood: Men and Ideas, Bethesda, American Physiological Society 1982, Kapitel 2
- Measurement of cardiac output, in W. F. Hamilton, P. Dow (Hrsg.), Handbook of Physiology. Circulation, American Physiological Society 1962, Section 2, Band 1, 551–584
- mit G. Brewer, I. Brotman: Pressure pulse contours in the intact animals I: analytical description of a new high frequency hypodermic manometer with illustrative curves of simultaneous arterial and intracardiac pressures, Am. J. Physiol., 107, 1934, 427
- mit Moore, Kinsman, Spurling: Studies on the circulation IV: Further analysis of the injection method, and in changes in hemodynamics under physiological and pathological conditions, American Journal of Physiology, 99, 1934, 534
- mit Moore, Kninsman, Spurling: Studies on the circulation II: Cardiac output determinations, comparison of the injection method with the direct Fick procedure, Am. J. Physiol., 89, 1929, 331
- mit R. A. Woodbury, H. T. Harper: Physiological relationship between intrathoracic, intraspinal and arterial pressures, Journal of the American Medical Association, 107, 1936, 853